# Румас Сергій Миколайович
Сергій Миколайович Румас (біл. Сяргей Мікалаевіч Румас; нар. 1 грудня 1969, Гомель) — білоруський державний діяч. Прем'єр-міністр Республіки Білорусь (2018—2020). Кандидат економічних наук.

## Життєпис
Народився 1 грудня 1969 року в місті Гомель. У 1990 році закінчив Ярославське вище військове фінансове училище імені А. В. Хрульова за фахом «фінансове забезпечення військ», в 1995 році — Академію управління при Президентові Республіки Білорусь за фахом «організація і управління зовнішньоекономічною діяльністю». У 2001 році успішно захистив дисертацію на здобуття наукового ступеня кандидата економічних наук, тема дисертації — «Шляхи оптимізації структури ресурсів комерційного банку».
З 1992 по 1994 роки керував різними відділами Національного банку Республіки Білорусь — обліково-операційним, кредитним, економічним
Деякий час працював в комерційних банках, в 1995 році очолив філію № 7 (514) АСБ Беларусбанк, незабаром став першим заступником голови правління банку. У 2005 році був призначений головою правління Білагропромбанку.
28 січня 2010 року призначений заступником прем'єр-міністра Республіки Білорусь, курирував економічну політику.
31 липня 2012 року призначений головою правління Банку розвитку Республіки Білорусь.
У 2011 році став головою Білоруської федерації футболу.
У 2017 році, коментуючи поширення криптовалюти, підтримав зручність платежів ними, але порівняв їх інвестиційний потенціал з фінансовими пірамідами.
18 серпня 2018 року призначений Президентом Республіки Білорусь Олександром Лукашенко на посаду Прем'єр-міністра Республіки Білорусь.

## Нагороди та відзнаки
- Національний банк Республіки Білорусь нагородив Румаса нагрудним знаком «Почесний працівник банківської системи Білорусі» (2014)[6]
- Орден Дружби (19 грудня 2014 року, Росія) — за активну участь у підготовці Договору про Євразійський економічний союз[7].

## Автор праць
- Банки развития: новая роль в XXI веке: монография / М. М. Ковалев, С. Н. Румас. — Минск: Издательский центр БГУ, 2016. — 151 с.

## Сім'я
- Батько — Микола Пилипович Румас (1947 р.н.), економіст, працював у фінансових і контрольно-ревізійних органах, з 1976 року — в центральному апараті Міністерства фінансів БРСР, з 1990 року — перший заступник Міністра фінансів БРСР.
- Мати — Ольга Лявонцевна Румас, економіст, працювала викладачем в Мінському фінансово-економічному коледжі[8]
- Дружина — Жанна Леонідівна Румас, стоматолог
- Має чотирьох дітей

## Санкції
Сергій Румас здійснює комерційну діяльність в секторах економіки, що забезпечує істотне джерело доходу для уряду, котрий ініціював військові дії і геноцид цивільного населення в Україні.
19 лютого 2023 року був доданий до санкціного списку України.